# François Rebel
François Rebel (* 19. Juni 1701 in Paris; † 7. November 1775 in Paris) war ein französischer Violinist und Komponist.

## Leben
Geboren in einer Musikfamilie als Sohn von Jean-Féry Rebel, war er wie sein Vater Mitglied der Vingt-quatre Violons du Roy. Im Jahr 1742 war er Leiter der Concert Spirituel. Er wurde 1749 zum Oberintendanten der Musik ernannt und leitete von 1757 bis 1767 die „Académie Royale de Musique“ (Oper) von Paris, gemeinsam mit seinem Freund François Francœur. Von 1772 bis 1773 übernahm er alleine die Leitung.
Er komponierte überwiegend religiöse Musik und in Zusammenarbeit mit Francœur mehrere Opern.

## Werke (Auswahl)
- Te Deum
- De profundis
- Pyrame et Thisbé, 1726 Tragödie mit François Francœur
- Zélindor, roi des Sylphes, 1745
- Scanderberg, Tragödie mit François Francœur
- Le Prince de Noisy, Helden-Ballett in 3 Akten mit François Francœur, Buch von Charles-Antoine Leclerc de La Bruère, Versailles, 13. März 1749